# Andrij Sadowy
Andrij Iwanowycz Sadowy (ukr. Андрій Іванович Садовий; ur. 19 sierpnia 1968 we Lwowie) – ukraiński inżynier, działacz społeczny i samorządowiec, od 2006 mer Lwowa, w latach 2013–2019 przewodniczący partii „Samopomoc”.

## Życiorys
Po zakończeniu nauki w Technikum Radioelektronicznym we Lwowie (1987) studiował na Politechnice Lwowskiej, którą ukończył z tytułem inżyniera elektrotechniki (1995) i ekonomisty ze specjalnością „finanse i kredyty (1997)”. W 1999 ukończył studia w Akademii Administracji Państwowej pod kierownictwem prezydenta Ukrainy.
W 1989 rozpoczął pracę jako elektrotechnik. Od 1992 do 1995 zastępował dyrektora lwowskiego oddziału Funduszu Przystosowania Społecznego Młodzieży przy Radzie Ministrów Ukrainy. W 1997 objął stanowisko przewodniczącego rady oraz zarządu przedsiębiorstwa „Piwdeńzachidełektromereżbud” (do 2005). W latach 1997–2001 pełnił obowiązki przewodniczącego zarządu Fundacji Rozwoju Ziemi Lwowskiej (ukr. Фонд розвитку Львівщини). W 2002 został przewodniczącym rady spółki „Tełeradiokompanija Luks”. W latach 2002–2003 szefował Instytutowi Rozwoju Miasta. Od 2005 stoi na czele Zjednoczenia Społecznego Samopomicz.
W 1998 rozpoczął karierę samorządowca zdobywając mandat radnego w Radzie Miejskiej Lwowa. Objął stanowisko przewodniczącego komisji polityki gospodarczej (do 2002). 26 marca 2006 wybrano go na prezydenta miasta. W wyborach w 2010 uzyskał reelekcję na to stanowisko.
Przewodniczący Rady Nadzorczej Funduszu Kultury i Sztuki im. Metropolity Andrzeja Szeptyckiego. W 2003 wybrano go na wiceprzewodniczącego Rady Instytutu „Mosty na Wschód”. Zasiada w Polsko-Ukraińskiej Kapitule Pojednania.
Do 2009 należał do partii Związek Ludowy „Nasza Ukraina”. Od 2013 był przewodniczącym założonej przez siebie partii „Samopomoc”.
Jego żoną jest Kateryna Kit. Mają czwórkę synów: Iwana, Tadeja-Łukę, Mychajła i Josypa.